# Київські єпархіальні відомості
«Киевские Епархиальные ведомости» (Київські Єпархіальні відомості) — офіційна газета Київської єпархії РПЦ у 1861—1918; виходила російською мовою. Виходила двічі на місяць: 1861—1878, 1882—1886, 1891—1917, та 4 рази на місяць: 1879—1881, 1887—1890. Редактор-засновник — Петро Лебединцев.

## Історія
Часопис мав офіційну та неофіційну частини; у першій — друкувалися урядові постанови, розпорядження Синоду, керівництва єпархії та інше, в другій — матеріали з повсякденного життя православного духовенства Київщини та Наддніпрянської України, історико-статистичні описи місцевих парафій, статті з церковної історії, етнографії, археології, замітки на актуальні теми тогочасного духовного, культурно-освітнього та громадського життя, богословські праці, спогади, епістолярії, некрологи тощо.
Чільне місце на сторінках часопису відводилося історії Київської митрополії. Публікувалися розвідки, присвячені історії окремих монастирів та храмів. Вміщувалися історико-біографічні нариси про церковних діячів, зокрема про Йова (Борецького), Ісакія (Борисковича), Варлаама (Ванатовича), Інокентія (Ґізеля), Рафаїла (Заборовського), Захарію Копистенського, Сильвестра (Косова), Йоасафа (Кроковського), Петра (Могилу), Йосифа Нелюбовича-Тукальського, Димитрія Ростовського, Іринея (Фальковського), Йосифа (Шумлянського), Варлаама (Ясинського) та інших. Висвітлювалася діяльність Історичного товариства Нестора-літописця, Церковно-археологічного товариства при Київській духовній академії.
Значну увагу приділяли історії Київщини та інших українських земель від найдавніших часів до початку 20 ст. У виданні публікувалися також відомості про культурно-освітнє, церковне, наукове життя Київщини та малоросійських губерній, у тому числі про діяльність світських і духовних навчальних закладів, доброчинних установ тощо. Публікувалися документи та матеріали з української історії, зокрема акти з історії Київської митрополії 15—16 ст. (1873, № 14—16), акт обрання Захарія Копистенського архімандритом Києво-Печерської лаври (1878, № 13), акти духовного судочинства (1870, № 3), матеріали до історії духовного правління в Київській єпархії (1864, № 6), опис Софійського собору у Києві кінця 16 ст. (1875, № 12) та інших. Друкувалися уривки із описів Києва: Тітмара Мерзебурзького (1018); Плано Карпіні (1246); Амброджо Контаріні (1474); Зиґмунда Герберштайна (1517 і 1526); Алессандро Гваньїні (1581); С. Сарницького (1585); Р. Гейденштейна (1596); Сильвестра (Косова; 1635); Г. Л. де Боплана (близько 1640); С. Старовольського (близько 1640); Павла Алеппського (середина 17 ст.); П. Гордона (1684—1685); Еріха Лясоти (1594); А. Целларія (1659), а також розвідки і матеріали про Київ: О. Воронова, С. Голубєва, Д. Жданова, В. Ізмайлова, О. Колосова, Ф. Лебединцева, В. Липківського, О. Лотоцького, М. Максимовича, І. Малишевського, І. Огієнка, М. Петрова, І. Скворцова, П. Терновського, Ф. Титова, П. Троцького та інших. З газетою співпрацювали викладачі та випускники Київської духовної академії.

## Інтернет-проєкт у XXI столітті
З благословення Святійшого Патріарха Київського і всієї Руси-України Філарета 2005 року було створено однойменний інтернет-проєкт Київської єпархії УПЦ Київського Патріархату.
Інтернет-проєкт «Київські єпархіальні відомості» має два розділи (офіційна та неофіційна частини). У офіційному розділі публікуються новини, аналітика, актуальні інтерв'ю, відомості про єпархію. В неофіційному розділі розміщуються матеріали з богослів'я, церковної історії, історії храмів та монастирів Києва та Київської єпархії.
Першим керівником проєкту до 2010 року був Димитрій (Рудюк), архієпископ Переяслав-Хмельницький, вікарій Київської єпархії.
У липні 2010 року митрополит Димитрій (Рудюк) призначений керуючим Львівсько-Сокальською єпархією.
З 2013 року проєкт функціонує як online-часопис Переяслав-Хмельницької єпархії УПЦ КП «з благословення керуючого парафіями Київської області Патріаршого намісника митрополита Переяслав-Хмельницького і Білоцерківського Епіфанія (Думенка)».